# 猿丸吉左衛門
猿丸 吉左衛門（さるまる きちざえもん、1903年（明治36年）2月4日 - 1983年（昭和58年）1月4日）は、日本の実業家・政治家。芦屋市長（1948年 - 1952年）、兵庫県議会議員。初名は吉雄。
スポーツ黎明期に万能選手として知られた人物である。相撲では学生横綱となり、柔道でも活躍、陸上競技では砲丸投とハンマー投で日本記録を残した。

## 経歴
現在の兵庫県芦屋市出身。芦屋の猿丸家は猿丸大夫の末裔を称する旧家で、そのうち当主が「吉左衛門」の名を世襲する家系の出身である。
同じ名を名乗った父の猿丸吉左衛門（1853年 - 1932年）は、1928年から1930年にかけて精道村（芦屋市の前身）の村長を務めた。猿丸吉左衛門家は、近代には今津郷で醸造業（銘柄は「天授」「波静」など）も営んでいた。
同志社大学で学ぶ。同志社大学法学部卒業。

### スポーツ人として

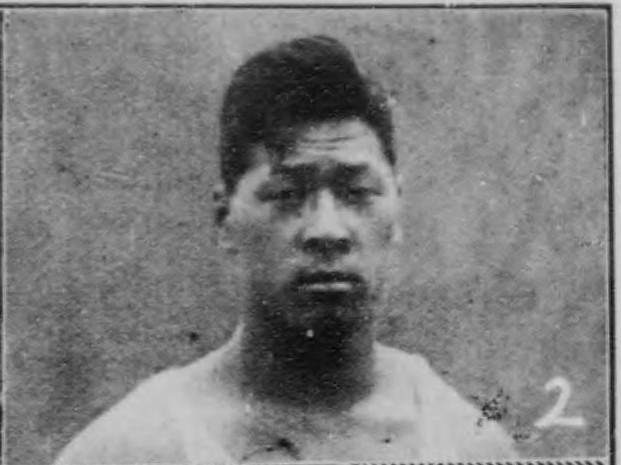
青年期の猿丸吉雄（1924年）

猿丸はもともと柔道や相撲といった格闘技が専門であった。本人によれば「中学時代柔道で名を売っていた」といい、同志社予科入学後は柔道部に加入した。20歳（大学1年）で柔道四段となり、当時は最も若い四段と呼ばれたという。同志社の道場で稽古をしていた相撲部から声をかけられて学生相撲の試合に出るようになり、1926年（大正15年）には第8回全国大学専門学校学生相撲大会で学生横綱となる。
体力を見込まれて陸上部からも声がかかる。1921年（大正10年）に第1回関西学生対校選手権大会に登場し、砲丸投（9m44）、ハンマー投（24m5）で初代王者となる。1922年の第2回関西学生対校選手権大会ではハンマー投げで日本記録（31m30）をマークして2連覇。この年には日本選手権大会でも砲丸投で優勝。1923年（大正12）年の第3回関西学生対校選手権大会は砲丸投げで2回目の優勝を果たす。同年、砲丸投で日本記録（11m57）をマーク。ハンマー投げは、1922年の関西学生対校以来1926（大正15）年まで合計5回日本記録を塗り替えており、1926年5月30日の第2回京大対同志社大戦で40m87の記録を出し（これが最後の日本記録更新となった）、日本人として初めて40mを投げた選手となった。このほか、極東選手権競技大会にも参加している。
1924年パリオリンピックの投擲競技出場に向けての猛練習中に故障し、予選にも参加できなくなった。猿丸はどうしてもパリオリンピックを見たいとして、大学に休学届を出し、新聞社と交渉して特派員の肩書を得てフランスに渡航した。オリンピック観戦のみならず、フランスでは陸軍士官学校で柔道の模範演技をしたといい、イギリスやカナダを経由して帰国した。
このほか、ラグビーやボクシングにも参加したという。
競技引退後、兵庫陸上競技協会で要職に在り、1936年（昭和11年）から1945年（昭和20年）まで副会長、1946年（昭和21年）から1951年（昭和26年）まで会長を務めた。ほか、兵庫陸上競歩協会会長、芦屋市体育協会会長なども務めている。1962年（昭和37年）に日本に伝わったローンボウルズに接した猿丸は、生涯スポーツとして普及に取り組み指導に当たった。

### 実業家・政治家として
1930年代には地主経営を行うとともに、「矢満喜商事」取締役を務めた。また、芦屋駅前郵便局長、同志社理事も務めている。
1948年（昭和23年）に芦屋市長となり、1期務めた。スポーツに関心と理解の深い「スポーツマン市長」として知られ、田尾栄一が収集したスポーツ関連資料の市への寄贈を受け入れた（芦屋市立図書館の「田尾スポーツ文庫」となる）。また、兵庫県下ではいち早く市に弘報担当組織を設け、「官報式の固いものではなしに、くだけた、肩のこらぬ読み物」として1949年に広報誌『あしや』を創刊した。
芦屋国際文化住宅都市建設法（特別都市建設法のひとつ）制定を働きかけて1951年に成立を見、芦屋市の「国際文化住宅都市」指定を実現した。この政策はもともと国の「観光立国」政策に乗じ、カジノなどの遊興区画も含めた観光開発を進めようとしたもので、法案も提出直前まで「国際観光文化住宅都市建設法案」と「観光」の2文字が入っていた。芦屋市山間部の開発政策として、「第三セクター」の先駆けとも評される芦有開発株式会社の設立（芦有ドライブウェイを開業した）や奥池周辺の観光開発が挙げられ、後継市政に受け継がれたものもあるが、当時も開発に対する反対運動を招き、都市デザインの観点からも評価は分かれる。
1952年、第25回衆議院議員総選挙（兵庫県第2区）で自由党より出馬（落選）。

## 人物
元神戸新聞社運動部長の力武敏昌は、「豪放磊落」という言葉で猿丸を形容している。経営学者の小川功は、弘報へのいち早い着目などの革新性を評価しつつも、「筆頭名家の当主らしく金銭面に疎くやや浪費的」という評を載せ、「奇抜な夢」を好んで語る性向を見ている。

## 家族
- 吉本興業社長・会長を務めた林裕章は子。